# Pseudoaricia ferenigra
Pseudoaricia ferenigra är en fjärilsart som beskrevs av Ruggero Verity 1943. Pseudoaricia ferenigra ingår i släktet Pseudoaricia och familjen juvelvingar. Inga underarter finns listade i Catalogue of Life.